# عین غرابه
عین غرابه (به عربی: عين غرابة) یک شهرداری در الجزایر است که در استان تلمسان واقع شده‌است.
 عین غرابه  ۵٬۰۶۸ نفر جمعیت دارد.